# Liriomyza edmontonensis
Liriomyza edmontonensis är en tvåvingeart som beskrevs av Spencer 1969. Liriomyza edmontonensis ingår i släktet Liriomyza och familjen minerarflugor. Inga underarter finns listade i Catalogue of Life.